# Anatol Lieven (Politikwissenschaftler)

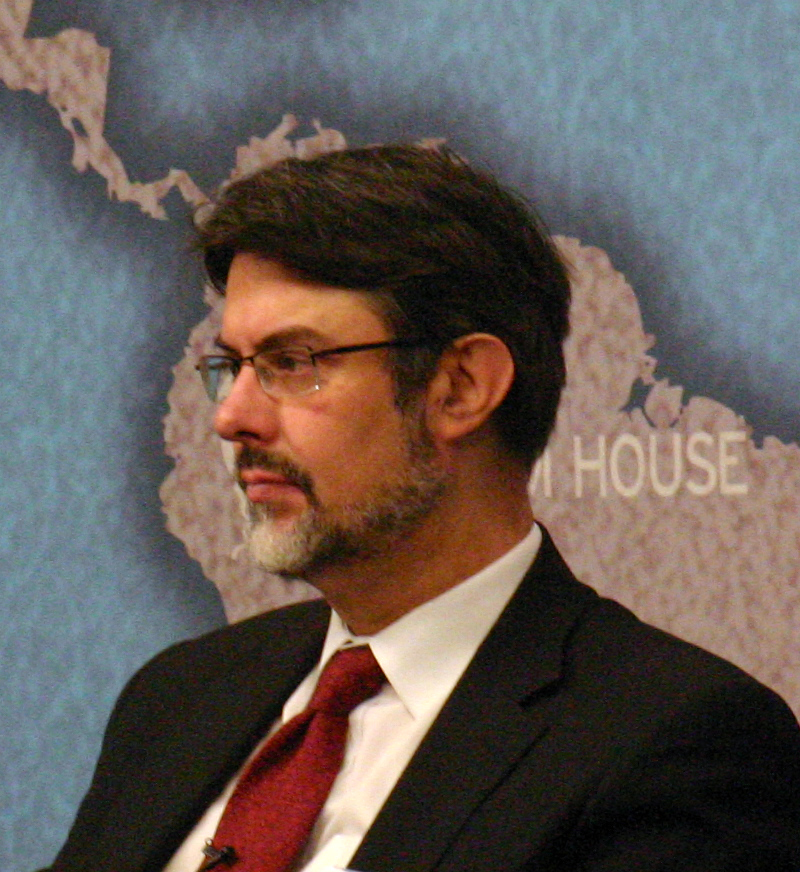
Anatol Lieven (2012)

Anatol Lieven (* 28. Juni 1960 in London) ist ein britischer Journalist und Politikwissenschaftler. Er ist Direktor des Eurasienprogramms am Quincy Institute for Responsible Statecraft.
Lieven studierte an der Universität Cambridge, wo er das Bachelor-Examen (Geschichtswissenschaft) machte und zum Ph.D. (Politikwissenschaft) promoviert wurde. Von 1985 bis 1998 war er als Journalist in Südasien, der ehemaligen Sowjetunion und Osteuropa tätig. Er berichtete über die Kriege in Afghanistan, Tschetschenien und im Südkaukasus. Von 2000 bis 2007 arbeitete er für Think Tanks in Washington DC. Danach war er Professor an der Georgetown University in Katar und Gastprofessor der Abteilung für Kriegsstudien des King’s College London. Er gehört dem beratenden Ausschuss der Südasienabteilung des britischen Außen- und Commonwealth-Büros an und war früher Mitglied im akademischen Vorstand des russischen Waldai-Diskussions-Klubs.
Für sein Buch The Baltic revolution. Estonia, Latvia, Lithuania and the path to independence wurde Lieven 1994 mit dem Orwell Prize ausgezeichnet.
Er entstammt väterlicherseits dem deutsch-baltischen Uradelsgeschlecht Lieven. Sein Vater war der britische Journalist und Geheimdienstmitarbeiter Alexander Pawlowitsch Lieven (1919–1988), der unter anderem für die BBC und für das MI6 arbeitete.

## Schriften (Auswahl)
- Climate change and the nation state. The case for nationalism in a warming world. Oxford University Press, New York 2020, ISBN 978-0-19-009018-0.
- America right or wrong. An anatomy of American nationalism. Oxford University Press, Oxford/New York 2012, ISBN 978-0-19-989755-1.
- Pakistan. A hard country. PublicAffairs, New York 2011, ISBN 978-1-61039-021-7.
- Ukraine & Russia. A fraternal rivalry. United States Institute of Peace Press, Washington D.C. 1999, ISBN 1-878379-87-9.
- Chechnya. Tombstone of Russian power. Mit Fotografien von Heidi Bradner, Yale University Press, New Haven 1998, ISBN 0-300-07398-4.
- The Baltic revolution. Estonia, Latvia, Lithuania and the path to independence. 2. Auflage, Yale University Press, New Haven/London 1994, ISBN 978-0-300-06078-2.